# Karlovo (obchtina)
Pour les articles homonymes, voir Karlovo.
Karlovo (bulgare : Карлово) est une obchtina de l'oblast de Plovdiv en Bulgarie.